# Еванс Сити (Пенсилванија)
Еванс Сити (енгл. Evans City) град је у америчкој савезној држави Пенсилванија.

## Демографија
По попису из 2010. године број становника је 1.833, што је 176 (-8,8%) становника мање него 2000. године.
| Група             | 2000.         | 2010.         |
| Белци             | 1.990 (99,1%) | 1.794 (97,9%) |
| Афроамериканци    | 3 (0,1%)      | 8 (0,4%)      |
| Азијати           | 5 (0,2%)      | 10 (0,5%)     |
| Хиспаноамериканци | 1 (0,0%)      | 15 (0,8%)     |
| Укупно            | 2.009         | 1.833         |